# Roger Byrne
Pour les articles homonymes, voir Byrne.
Roger Byrne est un footballeur anglais né le 8 février 1929 à Gorton,Manchester, et mort le 6 février 1958 à Munich, lors du crash de l'avion transportant les joueurs de Manchester United. Il jouait au poste de défenseur.

## Biographie
Roger Byrne a reçu 33 sélections en équipe d'Angleterre entre 1954 et 1957. Avec cette équipe il a participé à la Coupe du monde 1954.
Il a été le capitaine de Manchester United de 1953 à 1958.

## Carrière
- 1949-1958 : Manchester United ( Angleterre)

## Palmarès
- Champion d'Angleterre en 1952, 1956 et 1957 avec Manchester United.
- Finaliste de la Coupe d'Angleterre (FA Cup) en 1957 avec Manchester United.